# Catena Gregory

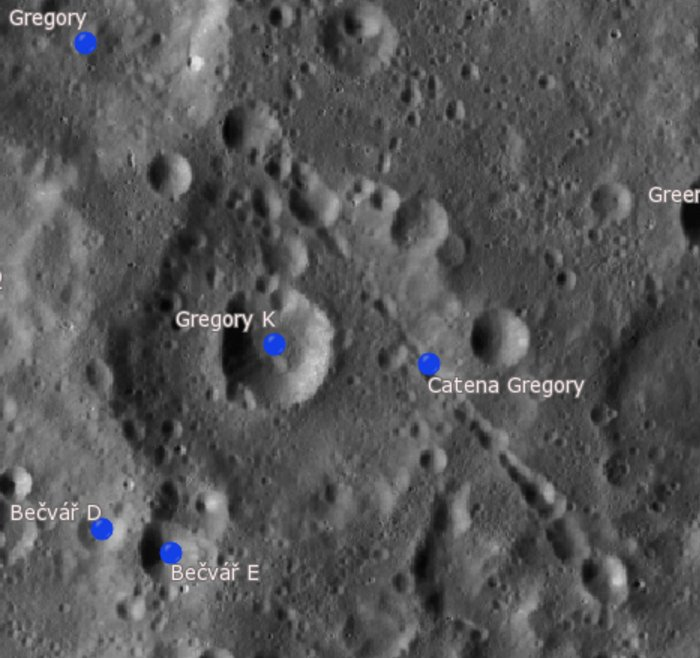
Localización de la catena, al sureste del cráter Gregory (Imagen LRO)

Catena Gregory es una cadena de cráteres lunares de impacto notablemente rectilínea que se extiende entre el sureste del cráter Gregory, del que toma el nombre, y el norte del cráter Prager, con una longitud aproximada de 130 kilómetros. Sus coordenadas características son:
   * Centro de la catena: 0°35′S 129°48′E / -0.59, 129.8

   * Extremo noroeste: 1°20′N 128°19′E / 1.34, 128.31

   * Extremo sureste: 2°32′S 131°17′E / -2.53, 131.29

La catena, que cruza el ecuador lunar, tiene rumbo sureste, con el punto más próximo a Gregory al noroeste, y el extremo próximo a Praguer al sureste.
El mayor de los cráteres de la cadena, con unos 12 km de diámetro, se encuentra junto a Gregory. Hacia el centro de la alineación, el diámetro de los impactos se reduce hasta menos de 1 km, para volver a adquirir tamaños cercanos a los 10 km al acercarse a Praguer.
Debe su nombre al matemático y astrónomo escocés James Gregory (1638-1675).